# Wolfgang Schepers

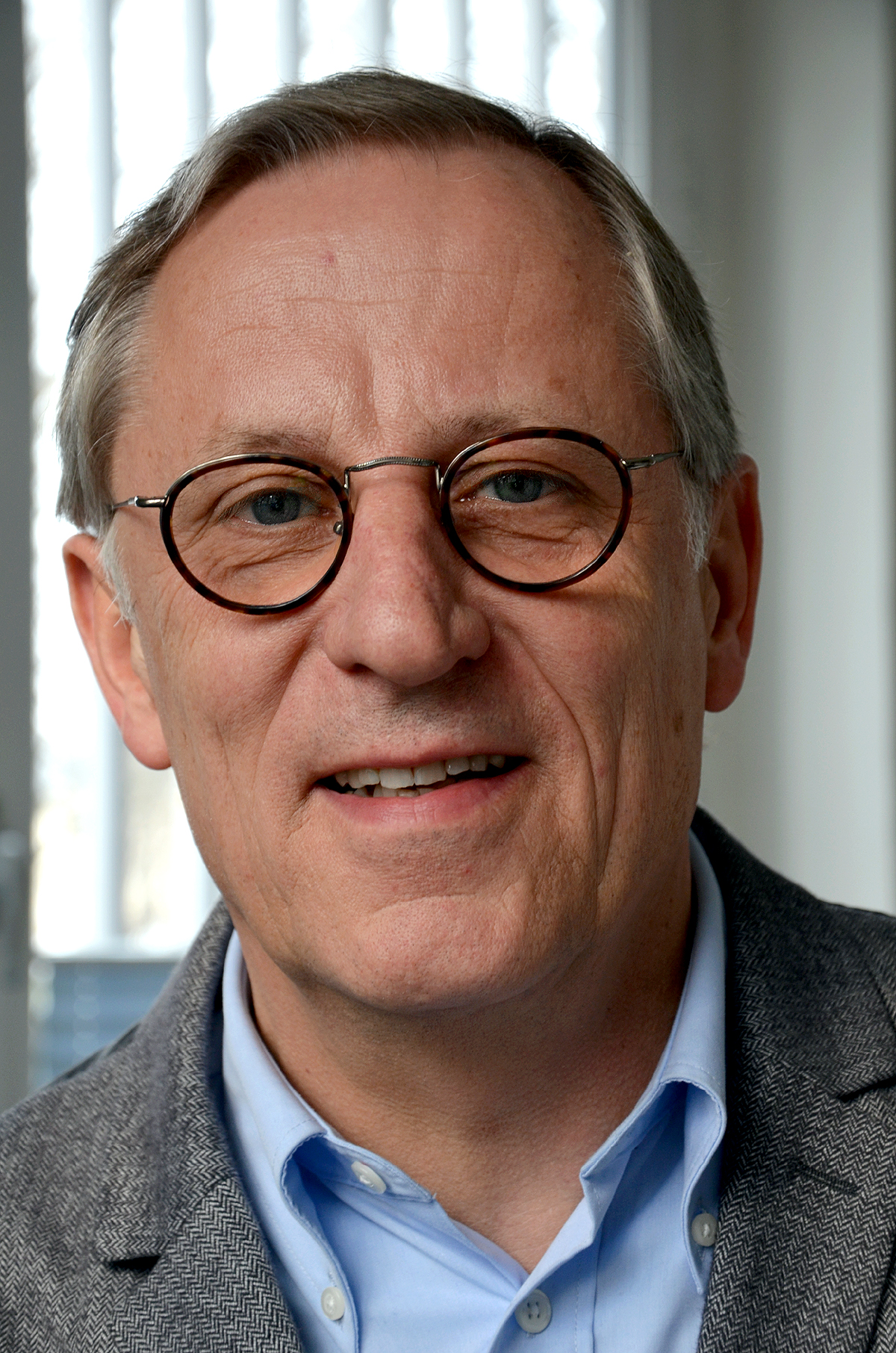
Wolfgang Schepers (2014)

Wolfgang Schepers (* 1951 in Bad Kreuznach) ist ein deutscher Kunsthistoriker, Hochschullehrer und Museumsdirektor i. R. sowie Sachbuch-Autor und -Herausgeber.

## Leben
Wolfgang Schepers studierte Kunstgeschichte, Archäologie, Soziologie und Philosophie in Heidelberg an der Ruprecht-Karls-Universität sowie in London. 1979 wurde er an der Philosophisch-Historischen Fakultät der Universität Heidelberg mit einer Dissertation über Hirschfelds Theorie der Gartenkunst. 1779–1785. promoviert.
Nach einem Volontariat am Badischen Landesmuseum in Karlsruhe arbeitete von 1980 bis 1998 als Wissenschaftlicher Mitarbeiter und zuletzt als stellvertretender Direktor am Kunstmuseum Düsseldorf.
Vom 15. Januar 1999 bis zum 1. September 2014 leitete Schepers das Museum August Kestner in Hannover.
Wolfgang Schepers unterrichtete in Düsseldorf an der dortigen Fachhochschule die Fächer Kunstwissenschaft und Designgeschichte. Zudem ist er als einer der Experten der Fernsehsendung Lieb & Teuer bekannt.
Er ist Mitbegründer der Gesellschaft für Designgeschichte e.V., deren 2. Vorsitzender und Schatzmeister. Seit 2014 ist er Präsident und Geschäftsführer des Kunststoff-Museums-Vereins e.V., dem Träger des Deutschen Kunststoff-Museums.

## Schriften (Auswahl)
- Hirschfelds Theorie der Gartenkunst. 1779–1785 ( = Grüne Reihe, Bd. 2), zugleich Dissertation 1978 an der Universität Heidelberg, Worms: Werner’sche Verlags-Gesellschaft, 1980, ISBN 978-3-88462-002-1 und ISBN 3-88462-002-9; Inhaltsverzeichnis
- Wolfgang Schepers (Bearb.), Willi Schütte et al. (Mitarb.): Zinn ( = Kataloge des Kunstmuseums Düsseldorf), Begleitschrift anlässlich der Ausstellung Kunstgewerbe im Kunstmuseum: I. Zinn vom 27. September 1981 bis 31. Januar 1982 im Kunstmuseum Düsseldorf, Düsseldorf: Kunstmuseum, 1981
- Wolfgang Schepers, Stephan von Wiese (Ausstellung und Katalog): Düsseldorf – eine Grossstadt auf dem Weg in die Moderne, Katalog zur Ausstellung im Kunstmuseum Düsseldorf sowie im Kunstpalast Ehrenhof vom 25. März bis 20. Mai 1984, Düsseldorf: Kunstmuseum [u. a.], 1984
- Wolfgang Schepers (Bearb.), Manfred Jahreis (Fotos): Future form. Ergebnisse des Design-Wettbewerbs für Kaffee-, Tee- und Tafelgeschirr der Firma Eschenbach Porzellan, Begleitschrift zur Veranstaltung im Kunstmuseum Düsseldorf vom 30. April bis 29. Mai 1988 sowie im Städtischen Museum Braunschweig, Abteilung Formsammlung, vom 14. August bis 2. Oktober 1988, Düsseldorf: Kunstmuseum: Braunschweig: Städtisches Museum, 1988; Inhaltsverzeichnis
- Ludger Scholten (Red.), Wolfgang Schepers: Arsenale. Aggression im Schmuck, Begleitschrift zur Ausstellung vom 12. November bis 29. Dezember 1991 im Museum für Kunsthandwerk Frankfurt sowie vom 5. Januar bis 16. Februar 1992 im Deutschen Klingenmuseum Solingen und ab dem 8. März 1992 im Konzert- und Bühnenhaus (WfG) Kevelaer, Forum für Schmuck und Design, Köln: König, 1991, ISBN 978-3-88375-153-5 und ISBN 3-88375-153-7
- Erwin Heerich (Ill.), Wolfgang Schepers, Stephan von Wiese: Erwin Heerich, plastische Modelle für Architektur und Skulptur ( = Kunst + Design, 1995), Katalog zur Ausstellung im Kunstmuseum Düsseldorf im Ehrenhof vom 29. April bis 13. August 1995 sowie in der Städtischen Galerie Göppingen vom 28. April bis 2. Juni 1996, Buchhandelsausgabe, Düsseldorf: Richter, 1995, ISBN 978-3-928762-37-3 und ISBN 3-928762-37-0; Inhaltsverzeichnis
- Wolfgang Schepers et al.: Rheinisches Kunstflug-Design, Begleitschrift zur Ausstellung im Kunstmuseum Düsseldorf im Ehrenhof vom 26. Januar bis 24. März 1996, Düsseldorf: Kunstmuseum im Ehrenhof, 1996
- Patrizia Scarzella, Wolfgang Schepers (Katalog und Ausstellung): New design in glass, Begleitschrift zur Ausstellung im Kunstmuseum Düsseldorf vom 14. Februar bis 6. April 1997, sowie im Glastec in Düsseldorf vom 22. bis 26. Oktober 1996, Düsseldorf: Kunstmuseum, 1996
- Wolfgang Schepers (Hrsg.), Helen Hacker, Isabella Til (Gestaltung), Bernd Edgar Wichmann et al. (Fotos): ’68 – Design und Alltagskultur zwischen Konsum und Konflikt, Begleitschrift zur Veranstaltung im Kunstmuseum Düsseldorf vom 31. Januar 1998 bis 26. April 1998 sowie in der Galerie im Karmeliterkloster in Frankfurt am Main vom 16. Mai bis 9. August 1998, Köln: DuMont, 1997, ISBN 978-3-7701-4099-2 und ISBN 3-7701-4099-0
- Wolfgang Schepers, Peter Schmit (Hrsg.): Das Jahrhundert des Design. Geschichte und Zukunft der Dinge, Begleitschrift zur Ausstellung Das Jahrhundert des Design im Badischen Landesmuseum Karlsruhe, Außenstelle Museum beim Markt, vom 20. April bis 2. Juli 2000 und im Kestner-Museum Hannover vom 22. Juli bis 29. Oktober sowie im Gustav-Lübcke-Museum in Hamm vom 25. März bis 24. Juni 2001, 1. Auflage, Frankfurt am Main: anabas-Verlag, 2000, ISBN 978-3-87038-322-0 und ISBN 3-87038-322-4; Inhaltsverzeichnis
- Wolfgang Schepers (Catalogue, Übers. und Red.): Zierat. Zeitgenössischer Schmuck aus USA, Niederlande und Deutschland, Text in Deutsch und Englisch, Katalog anlässlich der Ausstellung zunächst im Kestner-Museum Hannover, dann vom 9. November bis 20. Januar 2001 in der Southwest School of Art & Craft in San Antonio, Texas, USA und vom 23. November bis 25. Dezember 2001 in der Galerie Beeld & Aambeeld, Enschede, Niederlande, 1. Auflage, Darmstadt: Häusser, 2001, ISBN 978-3-89552-076-1 und ISBN 3-89552-076-4
- Wolfgang Schepers (Hrsg.), Thorsten Henke: Fromme Bilderwelten. Mittelalterliche Textilien und Handschriften im Kestner-Museum ( = Museum Kestnerianum, Bd. 9), Begleitschrift anlässlich der gleichnamigen Ausstellung vom 19. Mai bis 14. August 2005 im Kestner-Museum, Hannover: Kestner-Museum, 2009, ISBN 978-3-924029-38-8 und ISBN 3-924029-38-5 und ISBN 3-924029-10-5 (falsch)
- Wolfgang Schepers, Ester Orant (Red.): Jugendstil. Art nouveau. Modern style ( = Museum Kestnerianum, Bd. 11), Begleitschrift anlässlich der gleichnamigen Ausstellung vom 27. September 2007 bis 6. Januar 2008, Hannover: Kestner-Museum, 2007, ISBN 978-3-924029-42-5
- Wolfgang Schepers, Sieke Ehlers (Red.): Form + Material = Produkt. Werkstoffe im Design ( = Museum Kestnerianum; Bd. 17), Begleitschrift anlässlich der Ausstellung Form + Material= Produkt. Werkstoffe im Design vom 2. Februar bis 29. April 2012 im Museum August Kestner, Hannover: Museum August Kestner, 2012, ISBN 978-3-924029-51-7; Inhaltsverzeichnis
- Wolfgang Schepers (Red.), Annerose Bekuhrs (Mitarb.), Dietlind Preiss (Objekttexte): Dietlind Preiss, Skurriles Bestiarium, Begleitschrift anlässlich der gleichnamigen Ausstellung vom 5. Dezember 2013 bis 9. März 2014 im Museum August Kestner, 1. Auflage, Hannover: Museum August Kestner, 2013, ISBN 978-3-924029-54-8

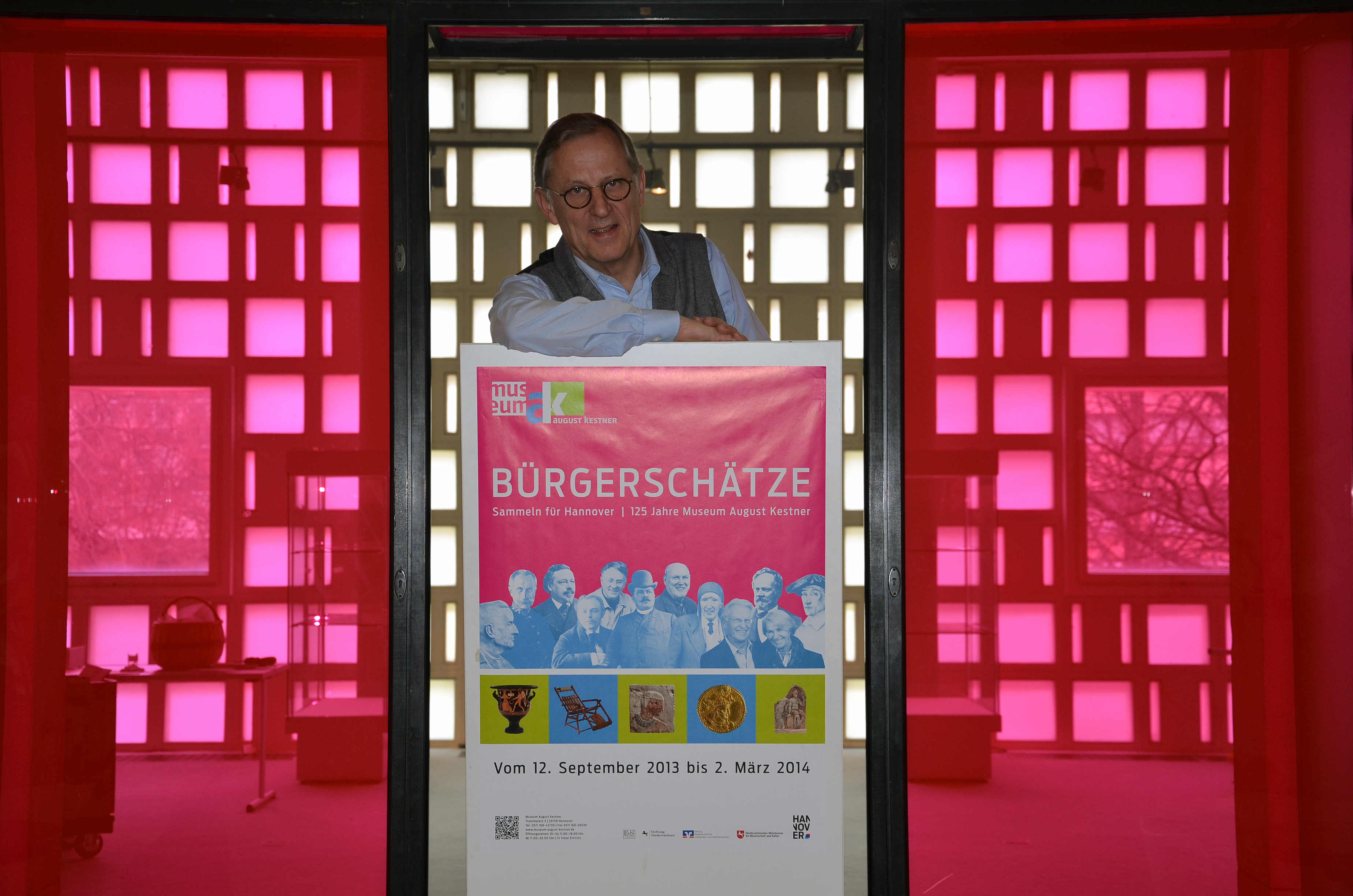
Schepers 2014 in Hannover zur Jubiläumsausstellung Bürgerschätze im Museum August Kestner

- Simone Vogt (Red.), Wolfgang Schepers, Thomas Andratschke et al.: Bürgerschätze. Sammeln für Hannover. 125 Jahre Museum August Kestner ( = Museum Kestnerianum, Bd. 19), Jubiläumsschrift anlässlich der gleichnamigen Ausstellung im Museum August Kestner vom 12. November 2013 bis 2. März 2014, 1. Auflage, Hannover: Museum August Kestner, 2013, ISBN 978-3-924029-53-1; Inhaltsverzeichnis
- Wolfgang Schepers für das Deutsche Kunststoff-Museum (Hrsg.), Dietrich Braun, Uta Scholten, Friederike Waentig: Plastic icons. Design-Ikonen aus Kunststoff, Stuttgart: avedition, [2016], ISBN 978-3-89986-244-7 und ISBN 3-89986-244-9